# Masturbační maraton

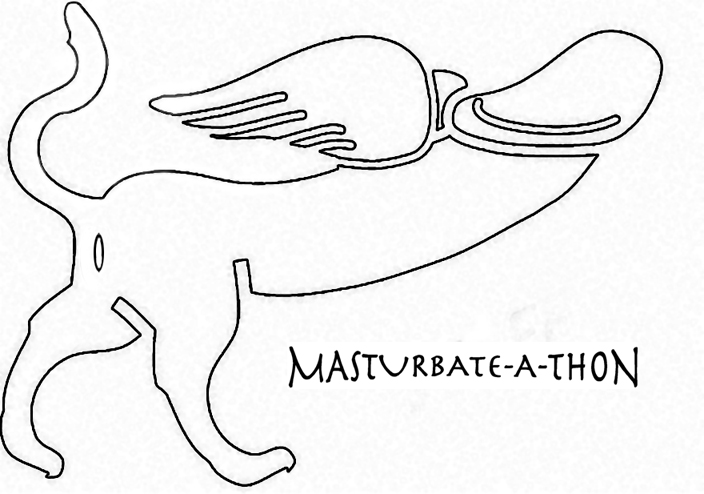
Logo Masturbačního maratonu.

Masturbační maraton (anglicky: Masturbate-a-thon) je charitativní akce, při které účastníci soutěží v mužské a ženské kategorii v délce masturbace s cílem vybrat peníze na charitu a zvýšit povědomost veřejnosti o této sexuální aktivitě a rozptýlit stud a tabu, které kolem ní panují. Získané finanční prostředky jsou využívány organizacemi angažujícími se na poli prevence, léčby a vzdělávání o nemoci AIDS. Akce samotná přispívá k diskusi o bezpečném sexu a alternativních metodách sexuálního sebevyjádření. První ročník se uskutečnil v roce 2000. K roku 2009 držel světový rekord v nejdelší nepřetržité masturbaci Japonec Masanobu Sato s časem devět hodin a padesát osm minut.

## České úspěchy
Za dobu existence soutěže stanuli na příčkách vítězů dva Češi. Prvním z nich byl v roce 2006 Marcel Rimel z Ostravy, který se umístil na 2. místě s výsledkem šesti a půl hodin nepřetržité masturbace s třemi orgasmy. Pomyslný český rekord překonal v roce 2008 jiný český reprezentant, a to František Klimeš, který se rovněž umístil na druhém místě, tentokrát s časem osmi hodin a pěti minut nepřetržité masturbace.